# Gwenhael
Gwenhael (en francés: Guénaël; en bretón: Gwenael) fue un santo bretón del siglo VI, nacido en Ergué-Gabéric (Finistère), segundo abad de Landévennec, sucesor en 532 del fundador, Winwaloe. Según la tradición, Winwaloe conoció Gwenaël en una calle en Quimper cuando tenía once años, y estaba tan convencido de sus dones que inmediatamente obtuvo permiso de los padres de Gwenaël para que estudiara bajo su dirección. La fiesta de Gwenaël es el 3 de noviembre. Su Vita fue escrita en el siglo IX.

## Trasfondo
Se dice que Gwenaël restauró varios monasterios en Irlanda, pero su culto se encuentra principalmente en el oeste de Bretaña, como puede establecerse después de descifrar algunas de las diversas formas que ha adoptado su nombre. A él está dedicada la iglesia de Ergué-Gabéric, bajo el nombre de "Saint Guinal" (guuin = gwen), y esto, unido a su proximidad a Quimper, ha dado lugar a la sugerencia de que pudo haber nacido ahí.
También se dice que fundó un monasterio en Caudan (en el actual Lanester), donde hay una capilla de San Guénaël, y que murió allí hacia el año 590. Sus reliquias fueron trasladadas a Corbeil-Essonnes.
También se le dedican las iglesias parroquiales de Bolazec, Lescouët-Gouarec y Tréguidel.
El nombre del santo se compone de los elementos bretones gwenn "blanco, hermoso; bendito" y hael "generoso". Según Gwennole Le Menn, el nombre del santo se encuentra en varios topónimos, incluidos Locunel en Caudan, Saint-Guinel en Mauron, Saint-Guénal y Saint-Vinnel en Poullaouen, Lanvenaël en Plomeur, Saint-Vénal y Saint- Guénal en Landivisiau y Saint-Vénal en Saint-Pol-de-Léon. Kervénal también aparece tres veces, en Côtes-d'Armor, Finistère y Morbihan.
Los apellidos Guénal, Guénel, Trévinal y Kervennal tienen sin duda alguna relación con el nombre de este santo, ya sea directamente o mediante el topónimo, como los ejemplos anteriores.